# Lonchoptera brunettii
Espèce
Lonchoptera brunettii est une espèce de diptères de la famille des Lonchopteridae.